# هنری دوئی
هنری دوئی (انگلیسی: Henry Duey; ۱ مهٔ ۱۹۰۸ – ۱۳ فوریهٔ ۱۹۹۳) وزنه‌بردار اهل ایالات متحده آمریکا بود.
از افتخارات وی میتوان به کسب مدال برنز وزن ۸۲٫۵ کیلوگرم در بازی‌های المپیک تابستانی ۱۹۳۲ اشاره کرد.